# Arrenurus pleopetiolatus
Arrenurus pleopetiolatus är en kvalsterart som beskrevs av Marshall 1944. Arrenurus pleopetiolatus ingår i släktet Arrenurus och familjen Arrenuridae. Inga underarter finns listade i Catalogue of Life.